# Vanda Hybnerová

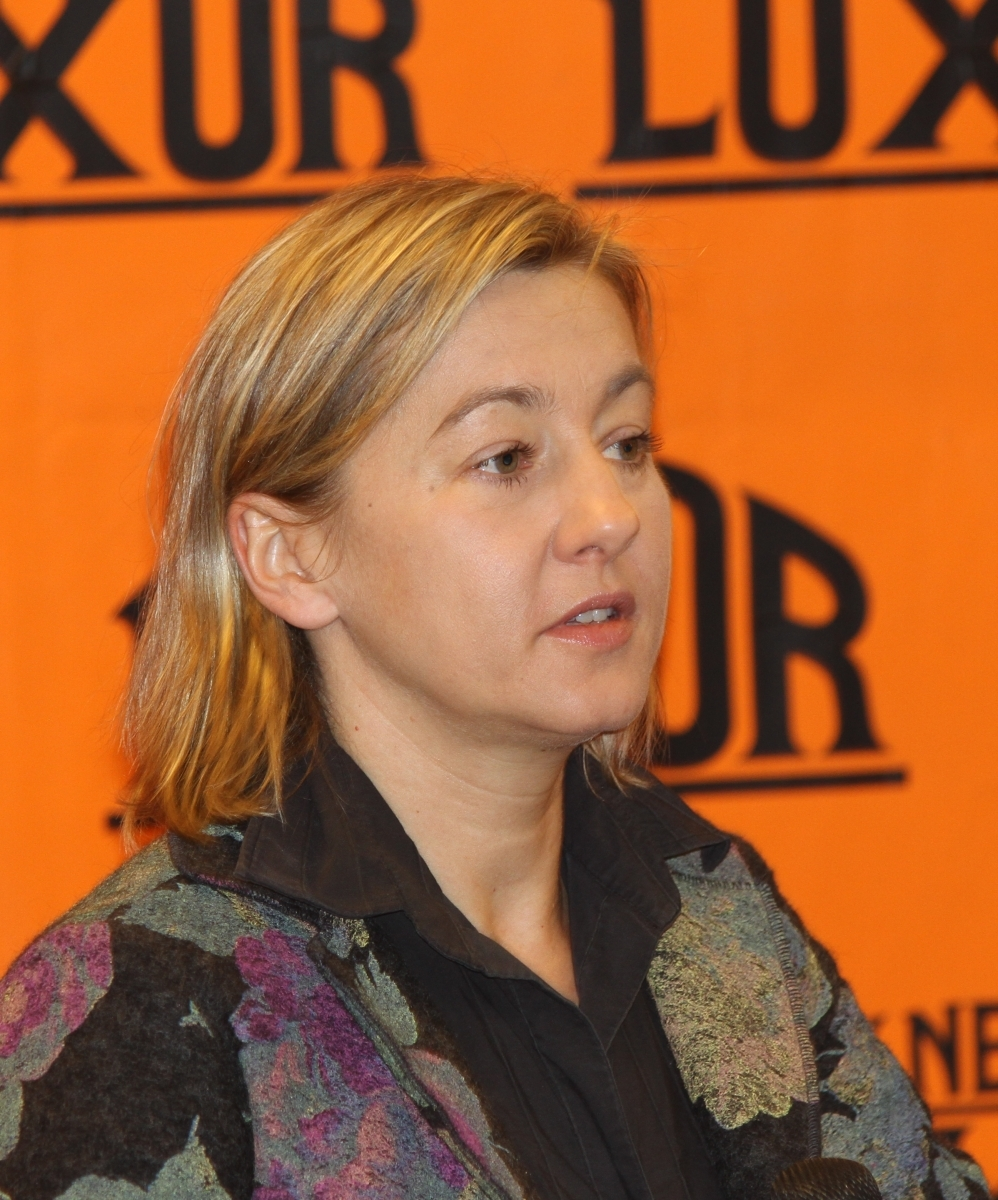
Vanda Hybnerová im Jahr 2014

Vanda Hybnerová (* 30. September 1968 in Prag, Tschechoslowakei) ist eine tschechische Schauspielerin.

## Leben
Vanda Hybnerová wurde 1968 in Prag geboren, ihr Vater war der bekannte Pantomime Boris Hybner (1941–2016), in dessen Aufführungen sie später auch Pantomime spielte. Sie studierte zunächst an der Schule für grafische Künste (Fachrichtung Fotografie) und am Konservatorium für Werktätige Pantomime bei Jiří Kaftan. Sie trat bis 1986 im Branický-Theater für Pantomime in mehreren eigenen Projekten auf und gewann beim Nationalen Festival der Amateur-Pantomime. Sie arbeitete ein Jahr lang beim A Studio Rubín. Sie erhielt 1988 einen Platz an der Theaterfakultät der Akademie der Musischen Künste in Prag (DAMU), wo sie Schauspiel studierte. Im Verlauf ihres Studiums erhielt sie ein Engagement am Labyrinth-Theater in Smíchov, wo sie bis zu dessen Auflösung sieben Jahre lang spielte. Sie gastierte in vielen Prager Theatern, darunter das Vinohrady-Theater, das Nationaltheater (Národní divadlo), das Řeznická-Theater oder das Ponec-Theater. Im Jahr 2005 wurde sie für die Rolle der Katharina in der Aufführung Der Beweis im Řeznická-Theater mit dem renommierten Theaterpreis Cena Thálie („Thalia-Preis“) als Beste Schauspielerin ausgezeichnet.
Vanda Hybnerová ist auch in Filmen und Fernsehproduktionen zu sehen. Für ihre Darstellung der Irena in dem Film Familienfilm wurde sie 2018 für den Český lev als Beste Hauptdarstellerin nominiert.

## Filmografie
- 2001: Max, Susi und das magische Telefon (Mach, Šebestová a kouzelné sluchátko)
- seit 2013: Ulice
- 2015: Familienfilm (Rodinný film)
- 2017: Der dritte Wunsch (Prání k mání)
- 2018–2019: Krejzovi